# Papež Janez IX.
Janez IX. (latinsko Papa Johannes Nonus), italijanski rimskokatoliški kardinal in papež; * okrog 840 Tivoli, (Lacij, Papeška država, Frankovsko cesarstvo danes: Italija), † 5. januar 900 Rim (Papeška država, Sveto rimsko cesarstvo, danes: Italija) 

Papež je bil od decembra 897 do 5. januarja 900. 

## Življenjepis
Janez je bil sin Ramboalda (Rampoald, Ramboaldo, Rampaldo), germanskega porekla; ne poznamo točnega kraja njegovega rojstva; najverjetneje se je rodil 840, a rodom je bil iz Tivolija. Bil je bistroumen benediktinski menih, a za duhovnika ga je posvetil Formoz. Isti papež ga je imenoval za kardinala-diakona v svojem drugem konzistoriju neznanega datuma.   

## Papež
Po končanih kratkih pontifikatih Romana (papež od avgusta do novembra 897) in Teodorja (papež manj kot mesec dni v decembru 897), sta bila izvoljena istočasno za papeža Sergij – iz Nemcem naklonjene, in Janez – spoletskemu vojvodu Lambertu naklonjene italijanske stranke; posvečen je bil le ta drugi, konec 897 ali 18. januarja 898; Sergij pa (ki bo postal papež 904) je bil prisiljen oditi v izgnanstvo. 
Po Teodorjevi smrti se je papeškega prestola hotel polastiti brezobzirni grof Sergij Tuskulanski. Lambert Spoletanski ga je pregnal in na njegovo pobudo so januarja 898 izvolili benediktinskega opata Janeza iz Tivolija. 

Na dveh sinodah, ki ju je papež sklical še isto leto v Rimu in Raveni, so ponovno rehabilitirali papeža Formoza, priznali Lamberta za cesarja in razglasili ničnost Arnulfovega kronanja. Nekateri menijo celo, da sta bili sklicani dve rimski in eno ravensko zborovanje. Spomladi 898 se je tako v Raveni zbralo 74 škofov v cesarjevi navzočnosti in razglasilo važne sklepe:
1. razveljavil je vse določbe proslulega Mrliškega zbora, ki je Formozovo truplo izkopal, oskrunil in vrgel v reko in razveljavil vse njegove posvetitve; tozadevne listine so sežgali na javnem trgu;
2. Formozu so popolnoma vrnili čast in razglasili njegove posvetitve in določbe za veljavne;
3. škofje šestih italijanskih mest so podali izjavo, da so bili prisiljeni prisostvovati Mrliškemu zboru; podvrgli so se sedanjemu papežu in dosegli spravo in odpuščanje; vso krivdo so zvalili na Berengarja;
4. izobčen je bil škof iz Cere, dva duhovnika in trije diakoni, ker so z vpitjem odobravali odvratno odbsodbo;
5. za nično so razglasili maziljenje cesarja Arnulfa, ki ga je izsilil od papeža Formoza;
6. potrdili so cesarsko izvolitev spoletskega vojvoda Lamberta;
7. končno so podali zahtevo, da morajo biti papeške volitve popolnoma svobodne; [6]
8. obsojena je bila tudi italijanska razvada, da so za časa papeške sedisvakance ropali kardinalske palače, zlasti tisto izvoljenega papeža.
9. Na rimskem zboru pa so določili, da naj stopi v veljavo Lotarjeva Constitutio Romana iz leta 824, ki določa: »Papeža voli duhovščina ob navzočnosti laikov, ki dajo svoje soglasje; pri papeškem ustoličenju in maziljenju pa morajo biti navzoči cesarski odposlanci.« Na ta način so obnovili cesarski nadzor nad papeškimi volitvami.

Ta odločitev pa je kmalu imela usodne posledice. Njena potrditev je gojila previdno upanje, da bodo tako volitve potekale mirno, varno in urejeno; pravzaprav pa so s tem le spodbudili pohlepnost in častiželjnost rimskega plemstva, zlasti takratnega papeškega upravnika, zakladničarja in poveljnika Teofilakta, ki so ta vpliv uporabili za postavljanje na papeški prestol svojih somišljenikov in sorodnikov. 
Z Lambertovo pomočjo je Janez skušal pomiriti duhove in odstraniti nered, ki je obvladoval predhodne pontifikate. Nesreča je bila v tem, da sta kmalu nato - skoraj istočasno s papežem - umrla tudi oba cesarja: Lambert je našel smrt na lovu 898, a Arnulf je legel v grob po dolgi bolezni 899. Tako red in mir nista trajala dolgo. Po smrti Janeza IX. so se tako spet razplamteli skrajno brezobzirni boji za papeški prestol. Posamezne rimske in italijanske plemiške rodbine so, ne da bi pri tem izbirale sredstva, vsiljevale svoje kandidate ne glede na to, ali je njihov kandidat sploh primeren za najvišjo službo v Cerkvi. Zato ni čudno, če se v tem obdobju srečujemo tudi s takimi papeži, ki so bili pravo nasprotje odgovornosti svoje službe in poslanstva Cerkve. Janez IX. je to pereče vprašanje skušal urediti z določbo, da papeža volijo samo škofje in rimska duhovš¬čina, ljudstvo pa da svoj pristanek – vendar je to ostala črka na papirju.  

### Hudi časi
898 so madžarske tolpe prvič pridrvele na Bavarsko; avgusta 899 pa so se začeli prvi vpadi Ogrov v Lombardijo in Benečijo. Med drugim so izropali ter razdejali opatijo Nonantolo blizu Modene z njenimi dragocenimi rokopisi. 24. septembra 899 so pri reki Brenti, v soteskah blizu Padove, porazili italijanska krdela, s katerimi jih je poskušal zaustaviti Berengar Furlanski  na njihovi vrnitvi; nazaj grede so po Bavarskem ropali samostane, pustošili deželo in mesta, a se previdno izogibali utrjenih mest in gradov.  

### Janez IX. inSlovencioziromaSlovani
Papež Janez si je prizadeval za miroljubno delovanje tako na Vzhodu kot na Zahodu. Poskušal je obnoviti rimsko oblast tudi na Moravskem. Velikomoravsko sta začela pokristjanjevati sredi 9. stoletja sveta brata Ciril in Metod. Poslana iz Carigrada sta začela uspešno delo, ki ga je potrdil Hadrijan II. in imenoval Metoda za nadškofa. Slovanska blagovestnika pa sta morala na svoji koži občutiti sovražnost nemških škofov in duhovščine, ki se je udinjala velenemški gospodovalni politiki nad slovanskimi rodovi; da bi to odvisnost še utrdili, nikakor niso hoteli prepustiti teh ozemelj samostojni Metodovi cerkveni pokrajini. Spor se je nadaljeval vse do Metodove smrti 885. Takrat je ukinil nadškofijo Metodov sufragan in sovražnik Viching, ki je zvijačno dosegel od Štefana V. celo pismo, v katerem je le-ta obsodil uporabo slovanskega jezika v bogoslužju, kot sta ga poprej uporabljala Ciril in Metod vse od svojega prihoda na Moravsko. 

Metodovi učenci so morali zapustiti Moravsko; velik del se jih je zatekel v Bolgarijo, in so tako prišli pod nadoblast Carigrada. Janez IX. je hotel nadaljevati do Slovanov naklonjeno ravnanje Janeza VIII.; ni se sicer povrnil k izrečnemu dovoljenju slovanščine, imenoval pa je novega nadškofa in škofe. Bavarski sosedje so temu oporekali v dolgem pismu papežu, a žal se je papežev odgovor nanj izgubil. 

Velikomoravski knez Mojmir je torej z dovoljenjem Janeza IX. obnovil Metodovo nadškofijo; Moravska je dobila nadškofa in tri škofe. Nemški škofje – zlasti mainški Hatto   in salzburški Thiemo   - so temu zelo nasprotovali. 

Njihovo cerkveno poslanstvo je stopalo v ozadje, vse bolj so nastopali kot nemški fevdalni gospodje, kot nosilci nemških osvajalnih teženj. Odstopili so od irske misijonske metode, s katero so nastopili škof Modest in njegovi sodelavci v Karantaniji ter se udinjali nemški, narodnostno nestrpni in gospodovalni metodi. Svojo usmerjenost so najbolje predstavili sami v pismu, s katerim so julija 900 pojasnjevali svoje stališče do slovanskih dežel v Podonavju: 
»Ta pokrajina je bila s svojimi prebivalci vred podvržena našim kraljem, našemu ljudstvu in tudi nam samim ne samo glede razširjanja krščanske vere, temveč tudi glede plačeva¬nja posvetnega davka, kajti naši predniki so jih najprej poučevali in spreobračali iz malikovalcev v kristjane. Tudi naši grofje na meji te dežele so v nji pobirali davke in nihče se jim ni ustavljal, dokler se ni hudič lotil njihovih src, da so se začeli ustavljati krščanstvu, odtegovati se vsaki pravici, nadlegovati nas z vojsko. Radi ali neradi morajo priti Slovani spet pod našo vlado.« 

Ko so torej Panonski slovanski Moravani, katerih samostojnost so ogrožali nemški sosedje, prosili papeža Janeza, naj jim uredi lastno hierarhijo, se papež Janez IX. ni obotavljal, ampak je Moravanom ustregel ter jim uredil škofovsko hierarhijo zoper želje nemških škofov. Postavil jim je metropolita in tri škofe. Ta ureditev pa ni dolgo trajala, ker so jo popolnoma uničili ogrski osvajalni pohodi v Panonijo.  

### Dela
- »Documenta Catholica Omnia« (v latinščini). Pridobljeno 6. decembra 2011.

## Smrt in spomin
Janez IX. je umrl 5. januarja 900. Drugi viri navajajo obdobje od januarja do marca 900. 

Pokopali so ga na preddverje stare bazilike sv. Petra. Za njegovim grobom ni ostalo sledu.

### Ocena
- Po smrti papeža Teodorja II. sta dva kardinala istočasno trdila, češ da sta izvoljena za papeža: Janez IX. in Sergij III.. Tekmeca je Janez IX. izobčil in so ga izgnali iz mesta, a je pozneje, leta 904, le postal papež. Janez IX. je sklical sinodo in potrdil Teodorjeve odločitve glede Formozove rehabilitacije in veljavnosti posvetitev; tudi je prepovedal sojenja ljudem po njihovi smrti. [21] Še pozneje pa je papež Sergij III. razveljavil zborovanja Teodorja II. in Janeza IX., ter zopet uveljavil odločitve Mrliškega zbora. [22]
- Za papeže je bilo 10. stoletje zares temačno in ga po pravici imenujemo mračno stoletje. Brez cesarske zaščite so bili nemočni in prepuščeni muham rimskega in italijanskega plemstva, ki si je nadzor nad Cerkvijo pridobivalo tako, da je na njene položaje nastavljalo svoje sorodnike ali politične somišljenike, ne glede na to, ali so bili vredni te časti; v svojem stremuštvu so nastavljali in odstavljali papeže, večkrat pa jim tudi stregli po življenju. Kronika, ki jo je napisal nemški škof Liutprand,[23] slika posvetnost na papeževem dvoru; vendar jo je treba brati s pridržkom, saj je bil pisec zelo protirimsko razpoložen in je zato dvomno, da je pisal nepristransko. [24] Mračno pa imenujejo to stoletje tudi zato, ker je bilo polno spletk in umorov, ki so dosegali tudi papeški dvor.